# EX Большого Пса
EX Большого Пса (лат. EX Canis Majoris) — двойная затменная переменная звезда типа Алголя (EA) в созвездии Большого Пса на расстоянии (вычисленном из значения параллакса) приблизительно 11235 световых лет (около 3445 парсеков) от Солнца. Видимая звёздная величина звезды — от +13,5m до +13m. Орбитальный период — около 74,111 суток.